# Jetmir Haliti
Jetmir Haliti (Växjö, 14 settembre 1996) è un calciatore svedese naturalizzato kosovaro, difensore del Mladá Boleslav.

## Carriera

### Club
Nato a Växjö, in Svezia, da una famiglia di origini kosovare, è cresciuto nel settore giovanile del Malmö Anadolu. Ha trascorso la prima parte della sua carriera nelle serie minori del campionato svedese, vestendo le maglie di vari club. Il 21 gennaio 2021 viene acquistato dall'AIK, firmando un contratto biennale. La sua parentesi all'AIK è stata tuttavia condizionata da alcuni infortuni: in precampionato ha avuto problemi a un orecchio e a un'anca, poi il 10 maggio successivo ha esordito nell'Allsvenskan in occasione dell'incontro perso per 2-0 contro l'IFK Norrköping, infine è stato costretto a saltare gran parte di stagione a causa di un infortunio al piede, tanto da chiudere l'Allsvenskan 2021 con sole quattro presenze all'attivo.
Il 31 marzo 2022 è passato in prestito per tutto l'anno 2022 al Mjällby, squadra guidata dal tecnico Andreas Brännström che già era stato suo allenatore ai tempi dello Jönköpings Södra. Lo stesso Brännström è stato poi assunto come allenatore dell'AIK a partire dalla stagione 2023, dunque Haliti ha ritrovato il suo ex tecnico anche presso il club di origine al rientro dal prestito, anche se Brännström è stato poi esonerato a stagione in corso. Haliti ha chiuso l'Allsvenskan 2023 con 21 presenze all'attivo, tutte da titolare, quindi la sua parentesi all'AIK è terminata a fine anno una volta scaduto il contratto.
Nel dicembre 2023 è stato ufficializzato il suo approdo a parametro zero al club polacco dello Jagiellonia a partire dal gennaio seguente, con un accordo della durata di un anno e mezzo.

### Nazionale
Il 16 novembre 2022 ha esordito con la nazionale kosovara, disputando l'amichevole pareggiata per 2-2 contro l'Armenia.

## Statistiche

### Presenze e reti nei club
Statistiche aggiornate al 21 novembre 2022.
| Stagione                | Squadra                 | Campionato              | Campionato | Campionato | Coppe nazionali | Coppe nazionali | Coppe nazionali | Coppe continentali | Coppe continentali | Coppe continentali | Altre coppe | Altre coppe | Altre coppe | Totale | Totale |
| Stagione                | Squadra                 | Comp                    | Pres       | Reti       | Comp            | Pres            | Reti            | Comp               | Pres               | Reti               | Comp        | Pres        | Reti        | Pres   | Reti   |
| ----------------------- | ----------------------- | ----------------------- | ---------- | ---------- | --------------- | --------------- | --------------- | ------------------ | ------------------ | ------------------ | ----------- | ----------- | ----------- | ------ | ------ |
| 2013                    | BK Olympic              | D3                      | 10         | 0          |                 | -               | -               |                    | -                  | -                  |             | -           | -           | 10     | 0      |
| 2014                    | BK Olympic              | D3                      | 19         | 2          | CS              | 1               | 0               |                    | -                  | -                  |             | -           | -           | 20     | 2      |
| 2015                    | BK Olympic              | D3                      | 20         | 3          |                 | -               | -               |                    | -                  | -                  |             | -           | -           | 20     | 3      |
| Totale BK Olympic       | Totale BK Olympic       | Totale BK Olympic       | 49         | 5          |                 | 1               | 0               |                    | -                  | -                  |             | -           | -           | 50     | 5      |
| 2016                    | FC Rosengård            | D2                      | 6          | 0          |                 | -               | -               |                    | -                  | -                  |             | -           | -           | 6      | 0      |
| 2017                    | FC Rosengård            | D1                      | 20         | 2          | CS              | 1               | 0               |                    | -                  | -                  |             | -           | -           | 21     | 2      |
| Totale FC Rosengård     | Totale FC Rosengård     | Totale FC Rosengård     | 26         | 2          |                 | 1               | 0               |                    | -                  | -                  |             | -           | -           | 27     | 2      |
| 2018                    | Landskrona BoIS         | S1                      | 12         | 0          | CS              | 1               | 0               |                    | -                  | -                  |             | -           | -           | 13     | 0      |
| 2019                    | Jönköpings Södra        | S1                      | 24         | 0          | CS              | 1               | 0               |                    | -                  | -                  |             | -           | -           | 25     | 0      |
| 2020                    | Jönköpings Södra        | S1                      | 29+2       | 1+0        | CS              | 2               | 0               |                    | -                  | -                  |             | -           | -           | 33     | 1      |
| Totale Jönköpings Södra | Totale Jönköpings Södra | Totale Jönköpings Södra | 53+2       | 1+0        |                 | 3               | 0               |                    | -                  | -                  |             | -           | -           | 58     | 1      |
| 2021                    | AIK                     | A                       | 4          | 0          |                 | -               | -               |                    | -                  | -                  |             | -           | -           | 4      | 0      |
| 2022                    | Mjällby                 | A                       | 23         | 0          |                 | -               | -               |                    | -                  | -                  |             | -           | -           | 23     | 0      |
| Totale carriera         | Totale carriera         | Totale carriera         | 169        | 8          |                 | 6               | 0               |                    | -                  | -                  |             | -           | -           | 175    | 8      |

### Cronologia presenze e reti in nazionale
| Cronologia completa delle presenze e delle reti in nazionale ― Kosovo | Cronologia completa delle presenze e delle reti in nazionale ― Kosovo | Cronologia completa delle presenze e delle reti in nazionale ― Kosovo | Cronologia completa delle presenze e delle reti in nazionale ― Kosovo | Cronologia completa delle presenze e delle reti in nazionale ― Kosovo | Cronologia completa delle presenze e delle reti in nazionale ― Kosovo | Cronologia completa delle presenze e delle reti in nazionale ― Kosovo | Cronologia completa delle presenze e delle reti in nazionale ― Kosovo |
| Data                                                                  | Città                                                                 | In casa                                                               | Risultato                                                             | Ospiti                                                                | Competizione                                                          | Reti                                                                  | Note                                                                  |
| --------------------------------------------------------------------- | --------------------------------------------------------------------- | --------------------------------------------------------------------- | --------------------------------------------------------------------- | --------------------------------------------------------------------- | --------------------------------------------------------------------- | --------------------------------------------------------------------- | --------------------------------------------------------------------- |
| 16-11-2022                                                            | Pristina                                                              | Kosovo                                                                | 2 – 2                                                                 | Armenia                                                               | Amichevole                                                            | -                                                                     |                                                                       |
| Totale                                                                |                                                                       | Presenze                                                              | 1                                                                     |                                                                       | Reti                                                                  | 0                                                                     |                                                                       |

## Palmarès
- Campionato polacco: 1

Jagiellonia: 2023-2024